# Danh sách đơn vị hành chính Trung Quốc theo HDI
Danh sách bao gồm tất cả các tỉnh, đặc khu hành chính, khu tự trị và thành phố trực thuộc trung ương của Cộng hòa nhân dân Trung Hoa, có so sánh với Trung Hoa Dân quốc (Đài Loan). Số liệu lấy từ Báo cáo phát triển con người tại Trung Quốc (《2009／10 中国人类发展报告》)xuất bản bởi Chương trình Phát triển Liên Hợp Quốc, Quỹ nghiên cứu phát triển Trung Quốc và Đại học Nhân dân Trung Quốc, không bao gồm hai Đặc khu hành chính Hồng Kông và Ma Cao.
Số liệu của Đặc khu hành chính Hồng Kông được lấy từ "báo cáo phát triển con người LHQ" và Ma Cao do chính phủ đặc khu cung cấp có tính tham khảo.

HDI của các khu vực hành chính Trung Hoa (2017)
Chú thích:
> 0.800
0.700 – 0.800
0.600 – 0.700
< 0.600

| Thứ tự     | Tỉnh               | Chỉ số HDI (2017) | Quốc gia so sánh (số liệu 2017) |
| Rất cao    | Rất cao            | Rất cao           | Rất cao                         |
| ---------- | ------------------ | ----------------- | ------------------------------- |
| –          | Hồng Kông          | 0.936             | Đức                             |
| –          | Ma Cao             | 0.909             | Nhật Bản                        |
| –          | Đài Loan (alleged) | 0.907             | Hàn Quốc                        |
| 1          | Bắc Kinh           | 0.888             | Cộng hòa Séc                    |
| 2          | Thượng Hải         | 0.863             | UAE                             |
| 3          | Thiên Tân          | 0.845             | Bahrain                         |
| Cao        |                    |                   |                                 |
| 4          | Giang Tô           | 0.797             | Seychelles                      |
| 5          | Quảng Đông         | 0.786             | Serbia                          |
| 6          | Chiết Giang        | 0.779             | Gruzia                          |
| 7          | Nội Mông           | 0.771             | Sri Lanka                       |
| 8          | Liêu Ninh          | 0.770             | Sri Lanka                       |
| 9          | Phúc Kiến          | 0.766             | Bosna và Hercegovina            |
| 10         | Sơn Đông           | 0.765             | Bosna và Hercegovina            |
| 11         | Hồ Bắc             | 0.759             | Brasil                          |
| 11         | Cát Lâm            | 0.759             | Brasil                          |
| 13         | Thiểm Tây          | 0.758             | Azerbaijan                      |
| 14         | Trùng Khánh        | 0.752             | Ecuador                         |
| 14         | Hải Nam            | 0.752             | Ecuador                         |
| –          | Trung Quốc         | 0.752             | Ecuador                         |
| 16         | Hồ Nam             | 0.745             | Colombia                        |
| 17         | Hắc Long Giang     | 0.742             | Mông Cổ                         |
| 18         | Sơn Tây            | 0.742             | Mông Cổ                         |
| 19         | Ninh Hạ            | 0.736             | Cộng hòa Dominica               |
| 20         | Hà Bắc             | 0.733             | Jamaica                         |
| 21         | Tân Cương          | 0.728             | Tonga                           |
| 22         | Hà Nam             | 0.726             | Tonga                           |
| 23         | An Huy             | 0.725             | Tonga                           |
| 23         | Giang Tây          | 0.725             | Tonga                           |
| 25         | Quảng Tây          | 0.723             | Saint Vincent và Grenadines     |
| 26         | Tứ Xuyên           | 0.716             | Botswana                        |
| Trung bình |                    |                   |                                 |
| 27         | Cam Túc            | 0.691             | Bolivia                         |
| 28         | Thanh Hải          | 0.678             | El Salvador                     |
| 29         | Quý Châu           | 0.676             | El Salvador                     |
| 30         | Vân Nam            | 0.670             | Kyrgyzstan                      |
| 31         | Tây Tạng           | 0.589             | São Tomé và Príncipe            |